# Laura Di Muzio

a Compétitions nationales et continentales officielles uniquement.

b Matchs officiels uniquement.
Laura Di Muzio, née le 20 mars 1990 à Estreux (Nord), est une joueuse de rugby à XV et à sept occupant le poste de demi d'ouverture au Lille Métropole rugby club villeneuvois. Elle est également capitaine emblématique de l'équipe, et championne de France en 2016.
Elle est chef d'entreprise, conférencière et consultante sur France Télévisions.

## Biographie

### Formation et carrière sportive

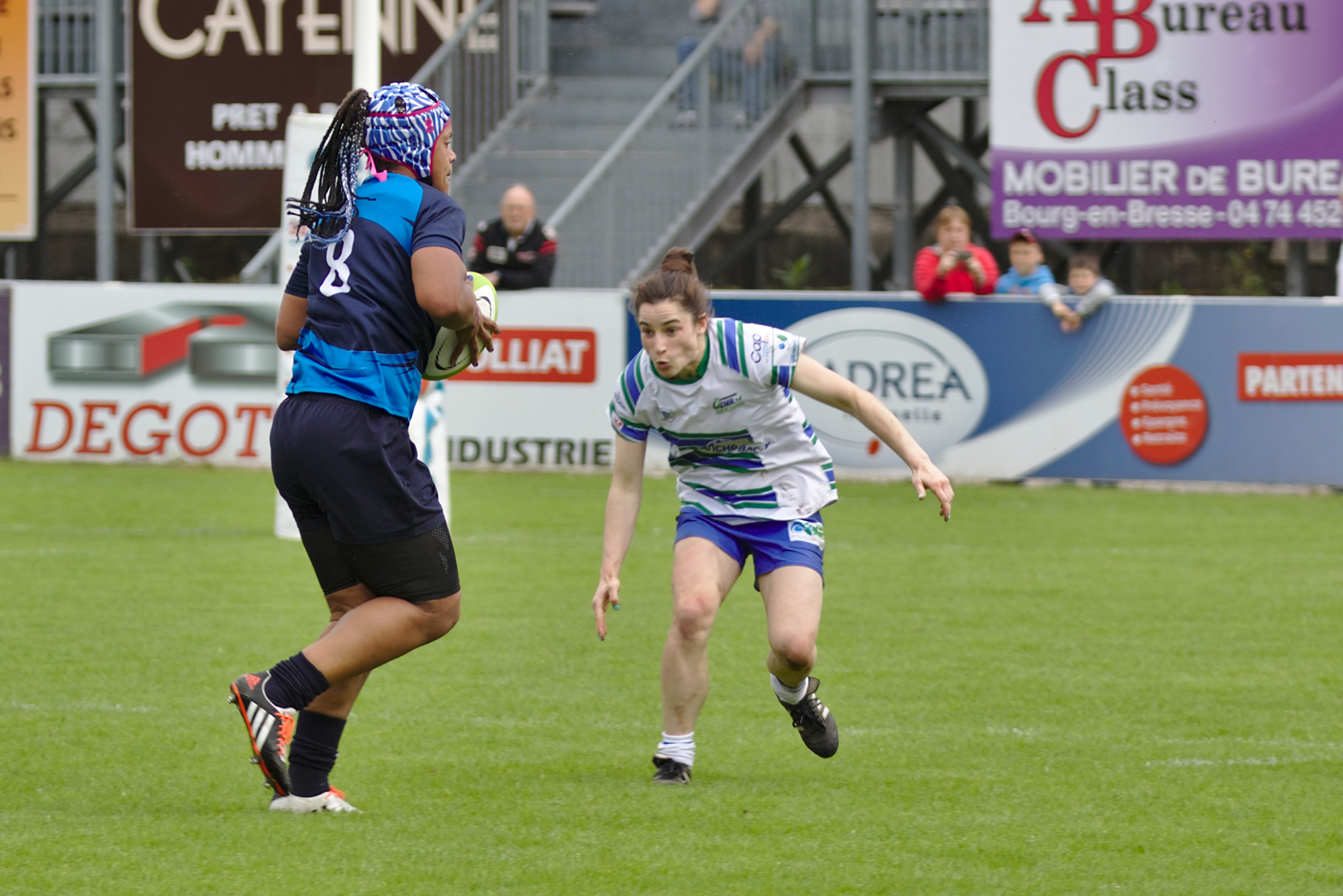
Laura Di Muzio, au plaquage face à Safi N'Diaye lors de la finale du championnat en 2015.

Laura Di Muzio est native d'Estreux, près de Valenciennes. Elle est diplômée d'une école de commerce.
Elle commence le rugby par hasard, en UNSS au lycée Watteau de Valenciennes. Elle évolue ensuite en club puis dans les équipes de France moins de 20 ans, de rugby à 7 et de rugby à XV, et compte une quinzaine de sélections en équipe de France de rugby à sept et une dizaine avec le XV. 
Au Lille Métropole rugby club villeneuvois depuis 2005, elle devient capitaine et l’un des emblèmes de l'équipe nordiste, un club qui évolue en Élite féminine (le plus haut niveau national).
Elle décroche avec son équipe deux championnats de France de deuxième division et un championnat de France de première division, en 2016.
Elle met un terme à sa carrière sportive à l'issue de la saison 2020-2021 et devient présidente du Lille MRCV. Elle reprend finalement sa carrière de joueuse la saison suivante pour aider le club dans la lutte au maintien en première division.

### Conférencière et organisatrice
En 2016, Laura Di Muzio décide de créer, en collaboration avec deux de ses amis, Jannick Jarry et Alexandra Pertus, l’entreprise LJA Sports. LJA pour « Ladies are Just Amazing », réalise des conférences et des Team Buildings au sein d’associations et d’entreprises afin de promouvoir les valeurs du sport. 
Leur objectif est de valoriser la vision du collectif, la communication entre acteurs et la prise d’initiatives. L’entreprise a également pour objectif d’accompagner les sportives de haut niveau dans leur carrière professionnelle. « Les sportives de haut niveau ne peuvent pas vivre de leur sport » explique Di Muzio. LJA tente alors de rapprocher ces femmes du monde de l’entreprise. L'entreprise souhaite également apporter une aide aux clubs et équipes féminines dans la recherche de sponsors et dans la création d’événements sportifs.
En 2019, elle est membre du comité d'organisation d'un match du Tournoi des Six Nations féminin 2019, France-Écosse, le match ayant lieu au Stadium de Villeneuve-d'Ascq.

### Consultante radio et télé
À partir de 2014, elle commente quelques matches à la radio pour Sud Radio. Elle est contactée en 2016 par France Télévisions pour commenter des tournois de rugby à sept sur France 4, aux côtés de Jean Abeilhou.
En 2018, elle devient consultante régulière pour commenter les matches de l'équipe de France féminine de rugby à XV lors du Tournoi des Six Nations,, des test matchs d'automne et du Women's Rugby Super Series 2019, ainsi que la finale du championnat de France.
En 2022, elle commente la Coupe du monde féminine de rugby à XV sur TF1. Elle commente les principaux matchs dont ceux de l'équipe de l'équipe de France en binôme avec François Trillo.
Elle cède son poste de consultante à Marie Sempéré lors du Tournoi des Six Nations 2024.

### Famille
Elle a une sœur jumelle, Gina Di Muzio, qui est également dans l'effectif du LMRCV.

## Palmarès
- Championnat de France féminin de rugby à XV (avec le Lille Métropole rugby club villeneuvois) :
  - Championne : 2016
  - Vice-championne (3) : 2013, 2015, 2017

- Championnat de France féminin de rugby à XV de 2e division (Elite 2 Armelle Auclair) :
  - Championne (2) : 2006, 2011